# Oboa
Oboa  je drveni puhački instrument s dvostrukim jezičkom od trske. Na prvi pogled najsličniji klarinetu, ali se na početnom dijelu cijevi nalazi i kratka metalna cjevčica u koju je udjenut jezičak, dok je lijevo proširenje na kraju cijevi vidljivo manje nego na klarinetu. Zvuk koji proizlazi iz dvostrukog jezička pomalo je nazalan i oštar, a srazmjerno i prodoran, zbog čega se oboa katkad naziva i truba drvenih glazbenih instrumemata. Međutim, ovaj instrument može zvučati i nježno i toplo, idilično i dirljivo, a to je i uloga koja joj se tipično dodeljuje u klasičnoj glazbi. Također, tipična je za nju i melodika orijentalnog prizvuka (scena u hramu u operi Aida Giuseppea Verdija, zbog asocijalcije s instrumentima slične vrste (zurle i dr.)).
Oboa je melodijski instrument i u orkestru često ima vodeće teme, a njen jasan, čujan i intonativno precizаn zvuk uzima se i kao mjerodavna intonacija za ugađanje orkestra, kada se prvo čuje oboa prema kojoj se ugađaju i ostali instrumenti. Virtuozno-tehničke bravure, koje se često dodjeljuju klarinetu i flauti, oboi manje odgovaraju, a i njen tonski obim je kraći.
Oboa je nastala od jedne vrste srednjovjekovnih šalmaja koji su se po Europi širili pod utjecajem Arapa u Španjolskoj počevši оd 8. stoljeća. Napuštanje usnika, u koji se kod tih instrumenata, kao u čašicu, smještao trščani jezičak označilo je bitnu promjenu u mogućnosti finijeg nijansiranja zvuka i njegove izražajnosti. Oboa je tijekom 19. stoljeća usavršena dodavanjem mehanizama poluga i poklopaca.
Kod Egipćana i Grka prethodnik oboe se naziva aulos (grč. frula). To je bio najpoznatiji instrument stare Helade. Za izvođenje glavnih tonaliteta Grci su imali 6 vrsta jednostrukih i dvostrukih aulosa.Rimljani taj instrument nazivaju tibia.
Ime oboa je vjerojatno poteklo od francuskog hautbois (fr. haut = visok, glasan, fr. bois = drvo), jer je zvuk oboje istaknut među drvenim puhačkim glazbalima, a za tu riječ se u 18. stoljeću u više zemalja uvriježilo pisanje sukladno vlastitim pravopisima, tako da hrvatski naziv oboa, suvremeni talijanski oboe, engleski oboe i slično.

## Druge vrste oboa
Oboa se javlja u još nekoliko registarskih varijanti i to kao oboa d'amores pisanim rasponom od b do e3 (f3), i dvije u slaboj uporabi, sopran oboa pisanog raspona od b do f3 (zvuči malu tercu više) i bariton oboa raspona od b do e3 (zvuči oktavu niže). Ipak, od svih registarskih varijanti, najznačajniji je engleski rog.
Heckelphon je baritonska varijanta oboe koja ima za oktavu dublji zvuk što se postiže dvostruko duljom cijevi. Cijev hecklephona ima na donjem kraju proširenje u obliku kugle. Izrađen je na molbu R. Straussa koji ga je prvi put upotrijebio u svojoj operi "Saloma" 1905.god.